# 瀧川益重
瀧川益重（生年不詳—卒年不詳）是日本戰國時代至安土桃山時代的武將。瀧川一益的姪兒。

## 生平
仕於一益。天正10年（1582年），參加甲州征伐，在田野包圍武田勝賴，迫其自殺。3月，在一益被賜予信濃國內二郡和上野國後，得到上野的部份領地。
在一益進入上野厩橋城並以其為本據地時，以城代身份，進入真田昌幸交出的沼田城。同年5月23日，打算率軍越過三國峠，擊破清水城城主長尾伊賀守和樺澤城城主栗林政賴。25日，猿京城受到夜襲，不過將其撃退。
6月2日，織田信長在本能寺之變中死去。前沼田城代藤田信吉得知此事後，派出長尾伊賀守為使者，與上杉景勝連結，並發起反亂，更率領5千士兵，進攻沼田城，奪去其中一個水曲輪。13日，在得到一益的援軍後，將其撃退。18至19日，參與神流川之戰，在一益戰敗後，跟隨一益向伊勢國的長島城撤退。
天正11年（1583年），在賤岳之戰中，一益投向柴田勝家，在關盛信離城之際，奪去龜山城。在一益驅逐在峯城的羽柴秀吉派的岡本宗憲後，進入峯城，而龜山城則由佐治新介（一說是瀧川益氏）守備。
從2月開始，兩城受羽柴軍猛攻。因為被斷絕糧道，在4月17日開城投降，此後，奮戰受秀吉讚賞，被賜予領地，於是仕於豐臣氏（『武家事紀』）。
天正12年（1584年），在小牧之戰中，率領1百士兵從軍。天正14年（1586年），供奉朝日姬出嫁，並進入濱松。天正15年（1587年），在九州之役中，率領3百5十士兵從軍。卒年不詳。

## 人物
- 愛好茶之湯。多次參加津田宗及的茶會，亦與津田盛月、松下之綱等人有親交。